# Мкртич Нагаш
Мкрти́ч Нага́ш (арм. Մկրտիչ Նաղաշ; около 1394, с. Пор, близ Битлиса— около 1469/1470) — армянский поэт, художник, церковный и общественный деятель.

## Жизнь и творчество
Ещё при жизни биографию Нагаша написал вардапет Аствацатур. Родился в семье священника по имени Аракел. Образование получил в монастырях св. Анании и св. Геворга в родном Битлисе. Возможно, прошёл обучение также у Товмы Мецопеци. В 1420 годах вместе с сыном Месропом переехал в город Амид. В 1430 году католикосом Костандином VI Вахкаци был рукоположён в епископы, а в следующем 1431 году был рукоположён епископом Амида и духовным предводителем армян Месопотамии. Имел благоприятные политические отношения с местными мусульманскими владетелями в связи с чем сумел обрести некоторые привилегии для армянского населения. Занимался восстановлением и строительством церквей. Но вскоре из-за начавшихся репрессий со стороны новых власитетелей и мусульманских религиозных фанатиков, сначала переехал в Константинополь, затем в Феодосию. После смены мусульманского правительства в Амиде вернулся и восстановил полуразрушенную армянскую церковь (причиной конфликта стал высокий купол армянской церкви превышающий минарет мусульманской мечети).
Как поэтический, так художественный талант Мкртича Нагаша проявились достаточно рано. Писал в свободолюбивой традиции Фрика. Своей поэзией Нагаш поставил на новую уровень армянскую лирику особо углубляя его гуманистическое и светское содержание. В таких произведениях как «Суета мира», «О жадности» и др. Нагаш размышляет о «суетности мира», осуждает господство денег, выступает против разложения нравов духовенства и власть имущих. Песни о гарибах (скитальцах-изгнанниках), о трагической судьбе армянского народа на чужбине. В стихах-размышлениях о суетности мира с христианских позиций выступает против социальной несправедливости, порчи нравов. В 1469 году написал «Плач» описывающий трагедию эпидемии в Месопотамии в том же году. Писал на среднеармянском литературном языке.
наиболее известные произведения:
- Суета мира. (перевод В. Брюсова)
- О жадности. (перевод П. Панченко)
- Странник. (перевод Н. Гребнева)
- Плач об умерших. (перевод А. Сендыка)